# Zantedeschia aethiopica
Cet article concerne une plante. Pour sainte Richarde, voir Richarde de Souabe.
Pour les articles homonymes, voir Arum (homonymie) et Calla.
Espèce
Classification phylogénétique
Statut de conservation UICN

 LC  : Préoccupation mineure
L'Arum blanc, aussi appelé Arum d’Éthiopie, Richarde ou calla (Zantedeschia aethiopica (L.) Spreng.)  est une espèce de plante à fleurs de la famille des Araceae originaire d'Afrique du Sud.
L'épithète spécifique aethiopica fait référence à l’Éthiopie au sens classique c'est-à-dire l’Afrique.

## Description

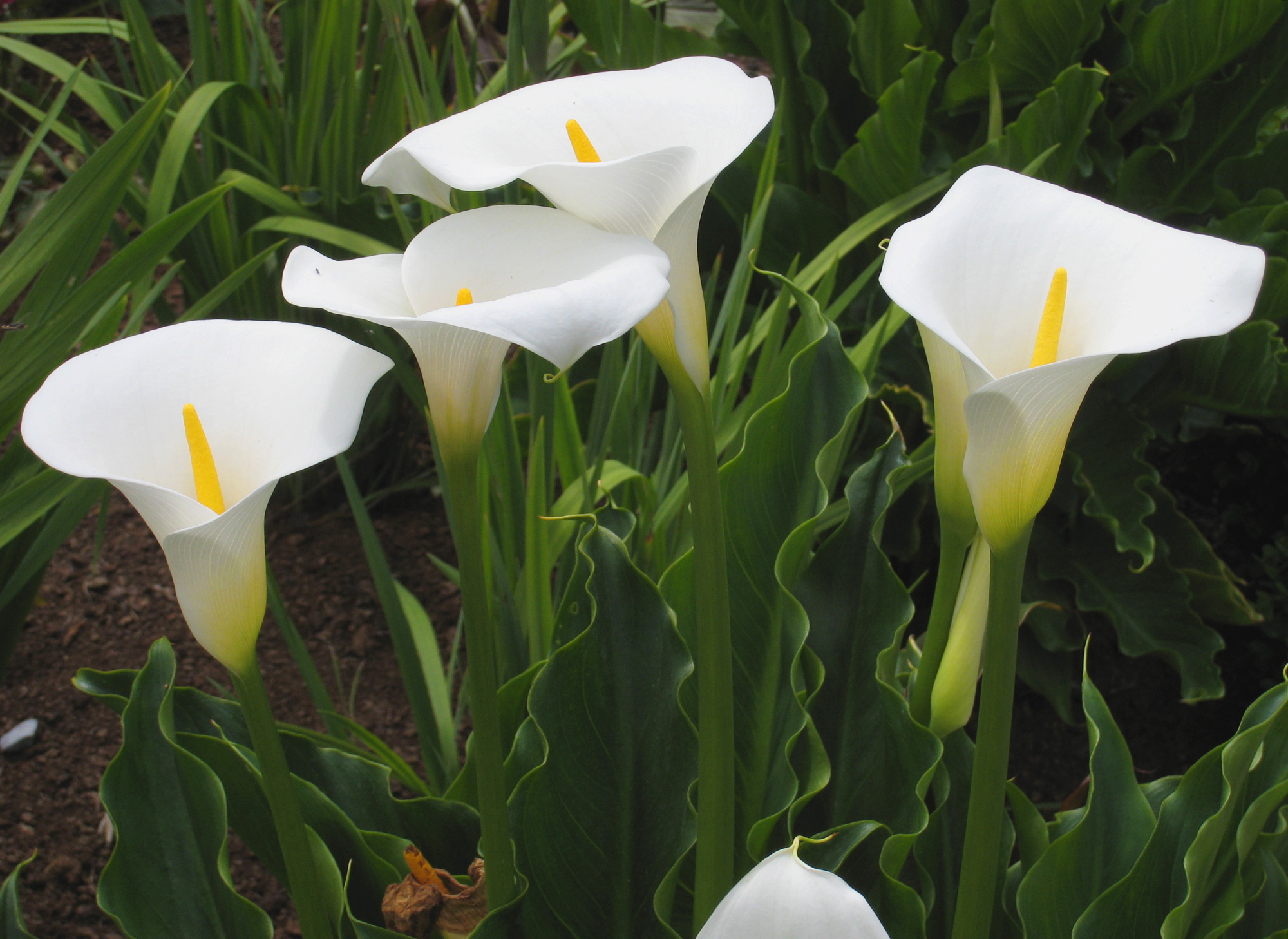

Zantedeschia aethiopica est une plante herbacée tubéreuse vivace, à feuilles persistantes là où les précipitations et les températures sont suffisantes, et à feuilles caduques dans les régions plus sèches.
Il pousse naturellement en bord de ruisseaux ou près des étangs.
Il mesure de 0,6 à 1 m de haut, avec des feuilles larges vert foncé en grosses touffes mesurant jusqu'à 45 cm de long.
Les inflorescences sont grandes et sont produites au printemps, en été et en automne, avec une spathe blanc pur mesurant jusqu'à 25 cm et un spadice jaune mesurant jusqu'à 90 mm de long. Le spadice produit un parfum léger et doux.
Zantedeschia aethiopica contient de l'oxalate de calcium et l'ingestion de la plante crue peut provoquer une sensation de brûlure sévère et un gonflement des lèvres, de la langue et de la gorge; des douleurs à l'estomac et une diarrhée peuvent se produire.

## Confusions
Bien que ses noms vernaculaires laissent à penser qu'il fait partie du genre Calla ou Arum, il n'en est rien et il ne faut pas le confondre avec le vrai calla du genre Calla ou avec les espèces du genre Arum.
Il s'agit là d'appellations fautives bien qu'utilisées par les fleuristes particulièrement sous le nom d'Arum blanc des fleuristes.

## Culture

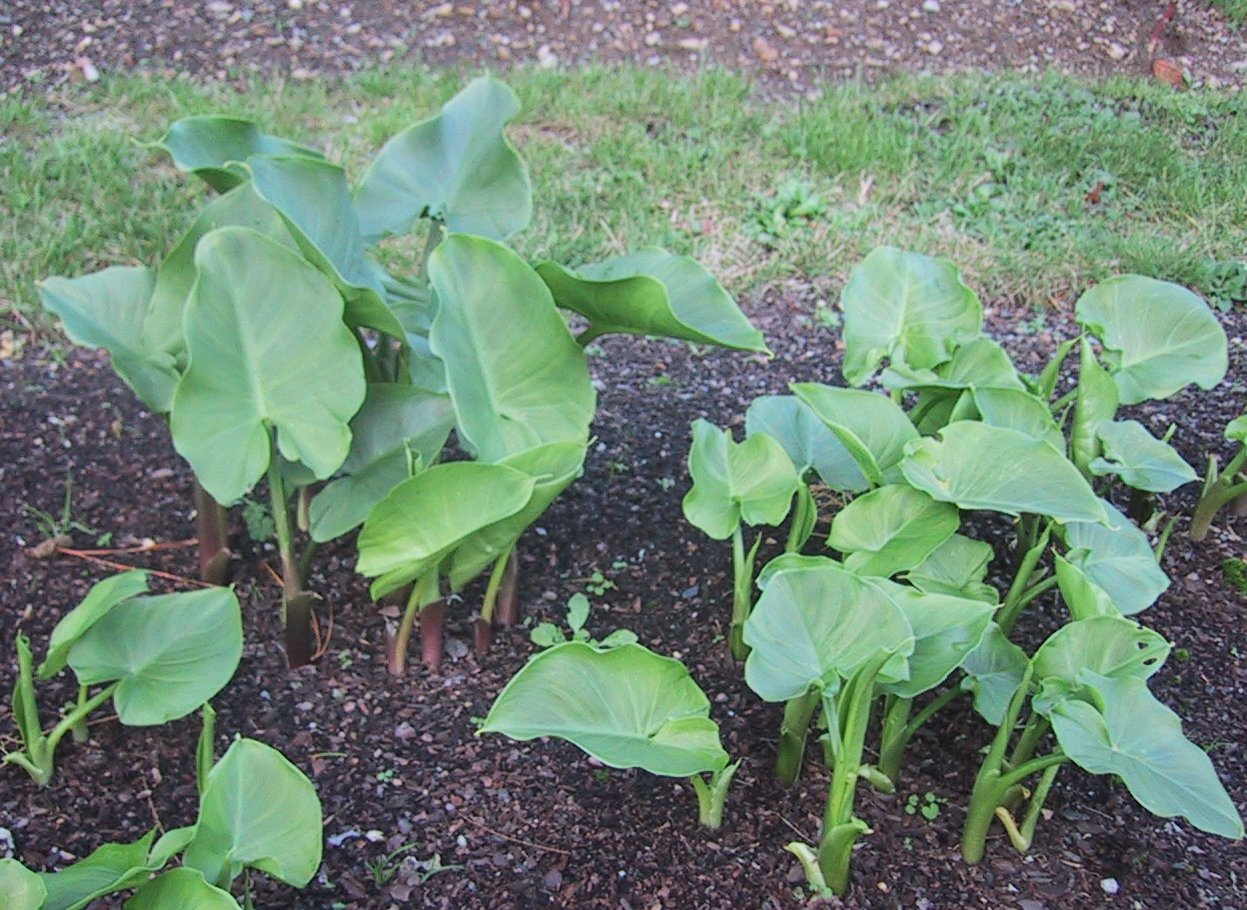
L'arum blanc a besoin d'un sol humide voire marécageux.

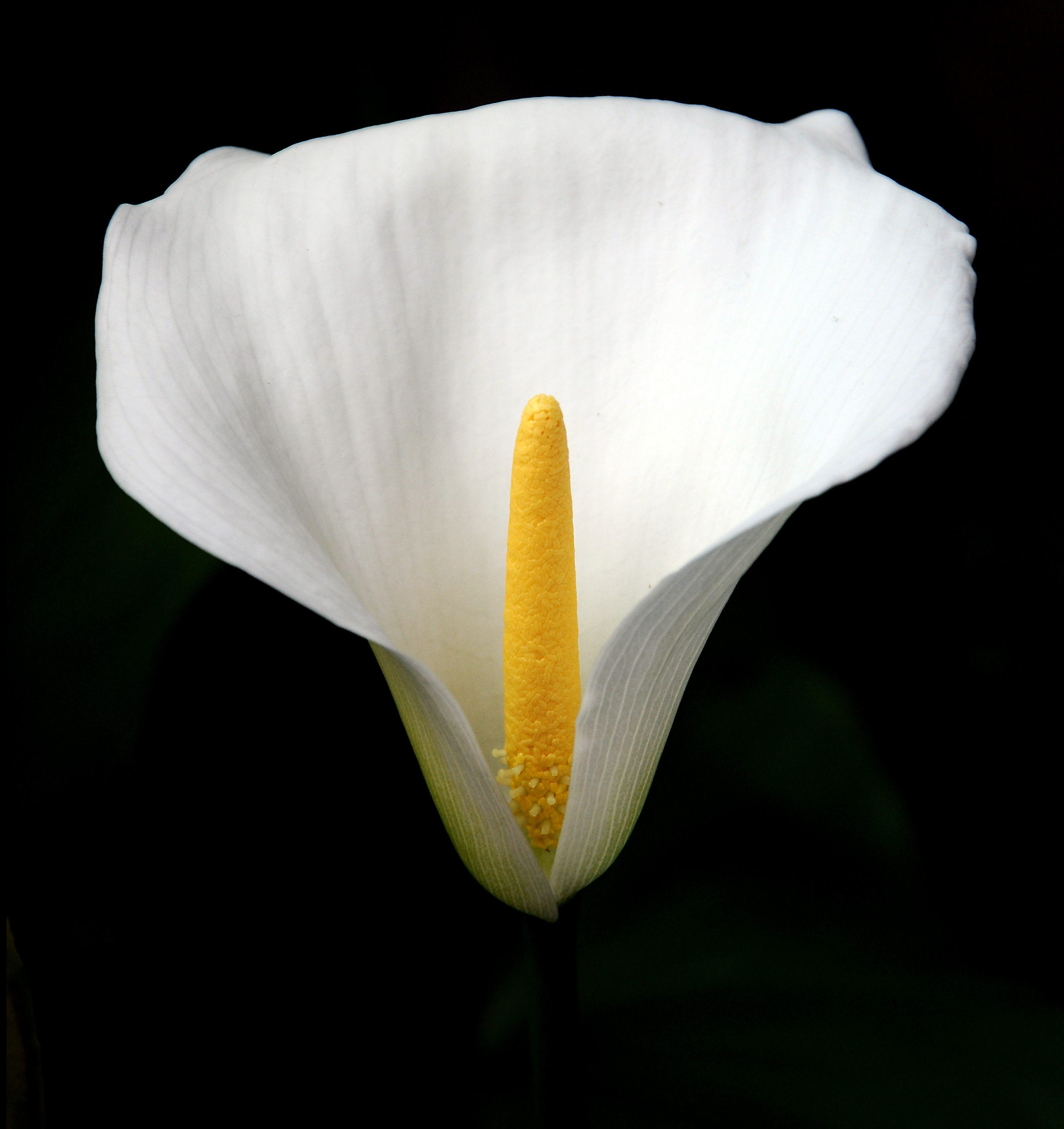
Inflorescence.

Cette espèce délicatement parfumée est gélive sauf dans les régions à climat doux (sud de l'Angleterre, ouest de la France). Le cultivar 'Crowborough' est plus rustique (jusqu'à -10 °C) et peut moyennant un bon paillage passer ailleurs l’hiver à l’extérieur si on le plante assez profondément, au moins 30 à 40 cm dans un sol riche en matière organique.
Zantedeschia aethiopica demande beaucoup d’eau pour prospérer, préfère un sol marécageux et supporte même d’avoir les pieds dans 30 cm d’eau (il est parfois même considéré comme une plante de bassin). En sol plus sec, il perd souvent ses feuilles au cours de l’été.
Multiplication par division de rhizome. Le semis est possible mais les jeunes plants mettent trois ans avant de fleurir.

## Utilisation

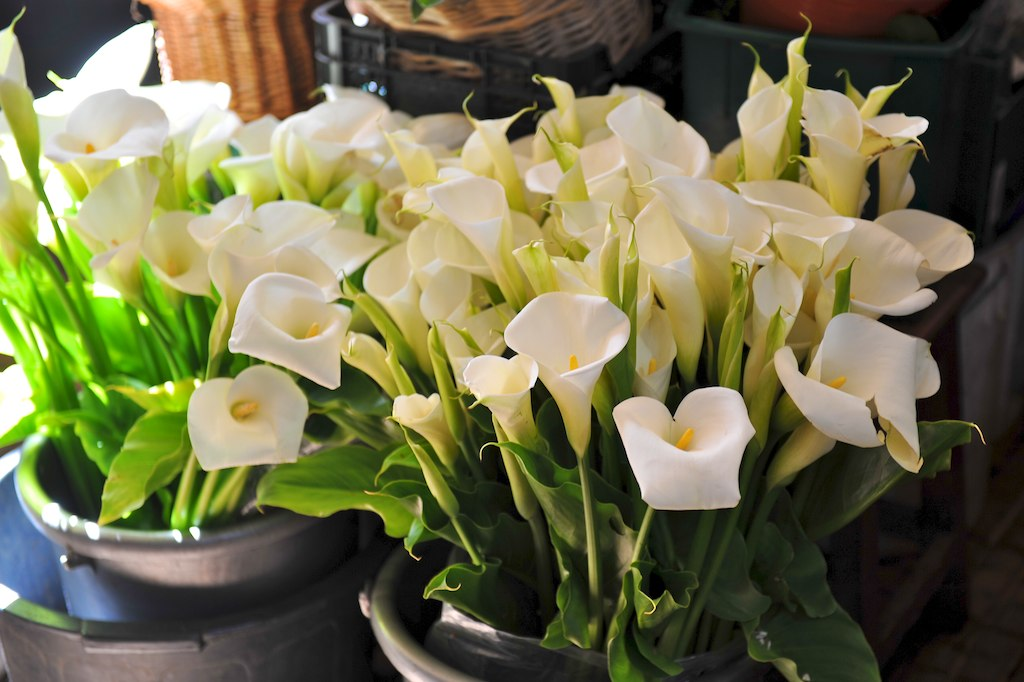
Fleurs coupées.

La fleur est abondamment utilisée en fleurs coupées dans les décorations d’église et les bouquets de mariée.

## Symbolique

### Politique
Sous le nom de « lys de Pâques » (Easter Lily), il est utilisé par les républicains irlandais comme symbole de l'insurrection de Pâques 1916.